# 戸恒浩人
戸恒 浩人（とつね ひろひと、1975年4月1日 - ）は日本の照明デザイナー、建築照明デザイナー。男性。

## 経歴
1975年生まれ。東京都立戸山高等学校卒。東京大学工学部建築学科卒。建築・環境照明そして都市計画に至る豊富な経験を生かし、若手照明デザイナーの一人として活躍の場を広げている。1997年から株式会社ライティングプランナーズアソシエーツ（LPA） にて、数々の国内外大型プロジェクトに参加する。2005年より有限会社シリウスライティングオフィス代表取締役。

## 主なプロジェクト
- サッポロビール園
- 情緒障害児短期治療施設
- ホテル日航東京チャペル”ルーチェ･マーレ”
- 浜離宮恩賜庭園ライトアップ”中秋の名月と灯り遊び”
- HOUSE　O
- 日本経済新聞社東京本社ビル
- 武蔵野美術大学 美術館・図書館
- ユニクロ心斎橋
- 東京スカイツリー

## 受賞経歴
- 照明学会照明デザイン賞受賞（2007）
- 国際照明デザイナー協会（IALD） Award of Merit　受賞 （2010）